# Loiza Lamers
Loiza Lamers est un mannequin néerlandais. À l'âge de dix ans, elle fait l'objet d'un documentaire sur sa vie d'enfant transgenre. En 2015, elle gagne la huitième édition de l'émission Holland's Next Top Model.

## Enfance
Loiza Lamers est née le 5 janvier 1995 à Driel, dans la province de la Gueldre. Elle est assignée de sexe masculin et reçoit le prénom Lucas. Très tôt, elle affirme vouloir vivre sous une identité de genre féminine et reçoit le soutien de ses parents.
À dix ans, en 2005, sa vie de fille transgenre fait l'objet d'un documentaire, Van Lucas naar Luus (« De Lucas à Lucie »), filmé par Charlotte Hoogakker,.
Si elle est bien acceptée et intégrée parmi les élèves à l'école, dans son village de Driel, elle est la cible d'un harcèlement constant : elle est poussée de son vélo, frappée à plusieurs reprises et fait l'objet d'une agression à coups de bâton qui la laisse ensanglantée. Elle ne sort plus du domicile familial que pour aller à l'école et ne fréquente plus le village pendant plusieurs années. Elle raconte avoir, à l'époque, voulu fuir Driel. Elle explique aussi que la détresse qu'elle a vue dans le regard de ses parents lorsqu'elle faisait l'objet de mauvais traitements l'a déterminée à ne pas avoir d'enfant. Le harcèlement prend fin vers l’âge de 17 ans, lorsqu'elle est sacrée "Reine des Cerises" durant la fête du village.

## Transition
Vers 6 ou 7 ans, elle commence à être suivie par une clinique de genre. À 12 ans, elle débute la prise de bloqueurs de puberté. À 16 ans, et elle entame la prise d'hormones féminisantes. À 18 ans, le 30 octobre 2013, elle subit une opération de réattribution sexuelle. En 2019, elle fait une transplantation de cheveux pour abaisser sa ligne de cheveux et pour corriger une cicatrice causée par un accident survenu lorsqu'elle avait 5 ans.

## Carrière
Elle suit pendant trois ans et demi une formation de coiffeuse et de visagiste à Arnhem. À cette époque, son employeur lui suggère de substituer le prénom Loiza à celui de Luus,.
En 2015, après avoir été approchée dans la rue par un photographe, puis par l’équipe de casting de I Can Make You A Supermodel, elle se présente à la journée d'audition de l'émission Holland's Next Top Model. Pendant le casting initial, elle ne signale pas qu'elle est une femme transgenre et ne le fera que plus tard, pendant la diffusion du programme. En octobre, la finale de l'émission est suivie par 643 000 téléspectateurs. Le public vote pour elle, en faisant d'elle la première femme transgenre à gagner l’émission Holland's Next Top Model. Elle raconte : « le fait que j'ai été sélectionnée parmi plus de 800 candidates pour le casting, était déjà une victoire. Puis parmi les 50 dernières... Ils ne connaissaient pas mon histoire et j'ai donc vraiment été jugée sur mon apparence de femme, c'était spécial. Gagner a beaucoup signifié pour moi ».
Dans les semaines qui suivent, elle refuse son prix, un contrat avec l'agence Touché Models lui garantissant un revenu de 50 000 €, les conditions de celui-ci ne lui convenant pas,.
En 2017, elle fait ses débuts d'actrice dans la série américaine I Live With Models (en). Elle travaille également pour la marque Diesel. La même année, elle devient le premier mannequin transgenre à intégrer la liste FHM 500 où elle demeure 4 années consécutives. En novembre, elle fait un accident vasculaire cérébral pendant une séance de sport mais se rétablit rapidement.
En 2018, elle participe à l'émission Expédition Robinson, diffusée aux Pays-Bas par la chaine RTL5.
En 2019, elle participe comme invitée au jury de l'émission Holland's Next Top Model. À la demande des éditions Oevers, elle rédige la préface du Livre Van Man naar Vrouw (« D'homme à femme »), une autobiographie de la peintre Lili Elbe (1882 - 1931), une femme transgenre d'origine danoise. Elle travaille avec la marque de sous-vêtements féminins Hunkemöller et témoigne de son parcours dans le podcast de la marque « Love Letters From Hunkemöller ».
En 2020, elle participe en Allemagne à l'émission Let's Dance Germany. Éliminée au 4e tour, elle est réintégrée au 5e à la suite du désistement d'un autre candidat. Elle sort définitivement au septième tour. En 2024, elle est candidate de Het Perfecte Plaatje.

## Engagement
En 2017, Loiza Lamers participe à la campagne d'une association néerlandaise de défense du droit des animaux, PETA Nederland, dont le slogan est « Je préfère être nu(e) que de porter de la fourrure ». Elle pose dévêtue en compagnie de Benjamin Melzer, un modèle transgenre allemand avec qui elle a travaillé pour la marque Diesel,.
En octobre 2019, elle prend part à une campagne de promotion de la lecture dans les écoles, encourageant les collégiens et lycéens à lire au moins trois livres de leur choix, en rapport avec leur âge, rédigés en langue néerlandaise.
Loiza Lamers s'engage également ouvertement et fréquemment pour la cause LGBT. En 2017, elle explique au quotidien FHM : « on crie souvent que les personnes transgenres sont toujours plus acceptées. Mais je trouve qu'on peut et qu'on doit toujours aller vers plus d'acceptation. Lorsque j'entends parler des violences homophobes à Arnhem, il semble que la communauté LGBT est encore loin d'être acceptée à 100 % . Je continuerai de me battre pour ça ». En 2019, elle déclare « Je considère faire naître plus de compréhension comme la mission de ma vie ».